# Believe (山口由子の曲)
「believe」（ビリーブ）は、日本の歌手、山口由子の14枚目のシングル。

## 解説
- フジテレビ系ドラマ『Over Time-オーバー・タイム』挿入歌。
- CDジャケットは2種類存在し、初期流通のものは雪の結晶の絵柄、後期流通のものはアーティスト本人の写真を使用した絵柄となっている（品番は同じ）。

## 収録曲
1. believe (3:42)
作詞：山口由子・ジム・スティール、作曲：山口由子、編曲：武部聡志
2. Sunday Morning Lovers (2:56) 
作詞：ジム・スティール、作曲：山口由子、編曲:山口由子/Hiroshi Nakayama
3. I Believe (2:55) 
作詞：ジム・スティール、作曲：山口由子、編曲:武部聡志
  - 「believe」の英語詞ヴァージョン。
4. believe (instrumental) (3:42)

## 収録アルバム
- オリジナル『Believe』（1999年5月8日）
- オムニバス『20世紀BEST ユニバーサルミュージック篇 フォーク&ミューミュージック・ヒストリー Vol.2』（1999年11月3日）
- ベスト『愛について～Best of Yuko Yamaguchi～』（2000年6月21日）
- オムニバス『We Relax～やすらぎ～』（2000年8月30日）
- オムニバス『Tears2～miss you～』（2003年10月22日）
- ベスト『GOLDEN☆BEST 山口由子』（2006年7月5日）
- オムニバス『Girls JAPANESE BEST HITS COLLECTION MY MEMORIES II』